# Pellicia
Pellicia är ett släkte av fjärilar. Pellicia ingår i familjen tjockhuvuden.

## Bildgalleri

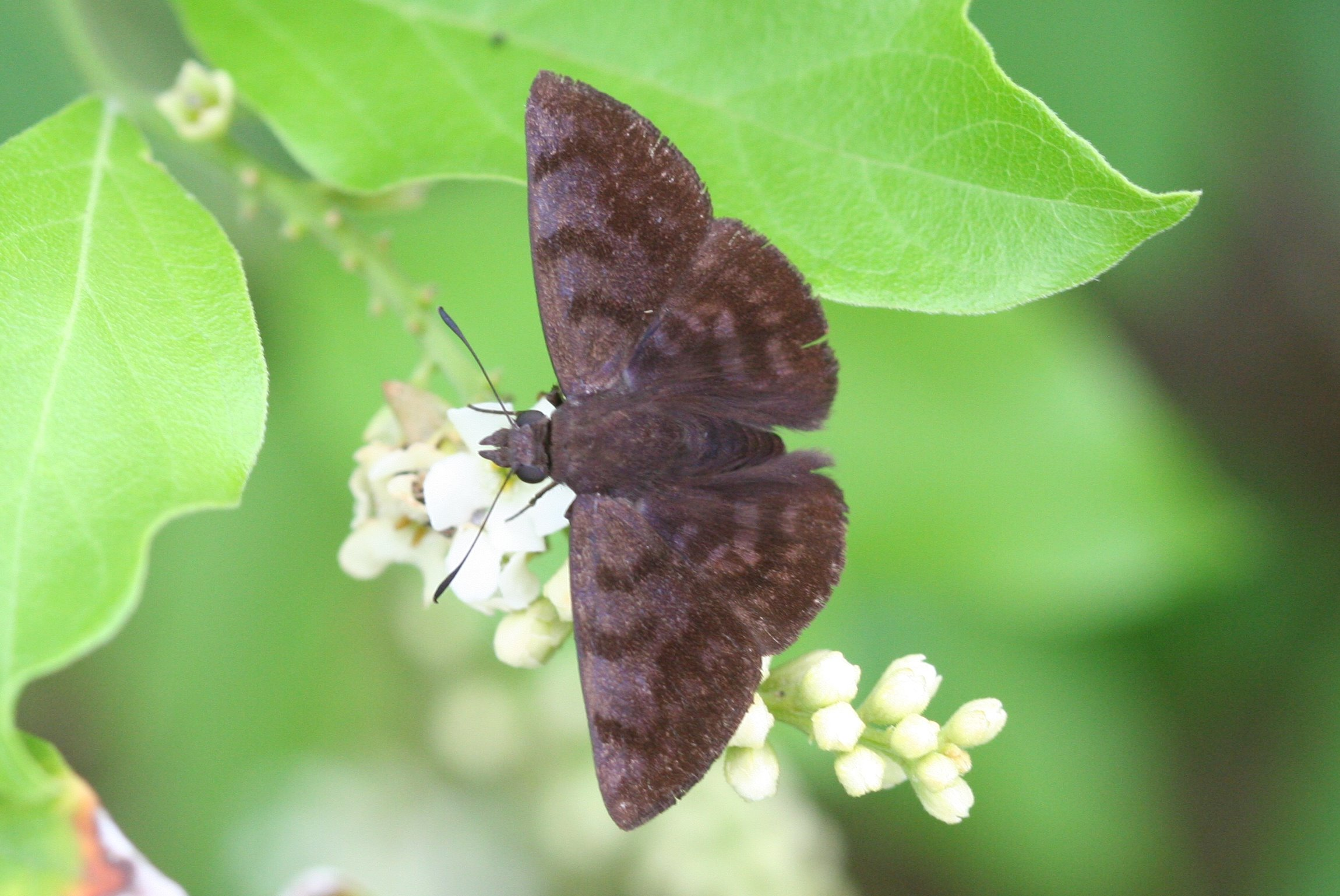

## Dottertaxa tillPellicia, i alfabetisk ordning[1]
- Pellicia aequatoria
- Pellicia angra
- Pellicia arina
- Pellicia axina
- Pellicia bilinea
- Pellicia bobae
- Pellicia brasiliensis
- Pellicia chapada
- Pellicia corinna
- Pellicia costimacula
- Pellicia cyanea
- Pellicia demetrius
- Pellicia didia
- Pellicia dimidiata
- Pellicia fumida
- Pellicia guilfordi
- Pellicia hebe
- Pellicia heliodora
- Pellicia hersilia
- Pellicia hertha
- Pellicia hypsipyle
- Pellicia klugi
- Pellicia litoralis
- Pellicia meno
- Pellicia najoides
- Pellicia nema
- Pellicia nivonicus
- Pellicia rancida
- Pellicia ranta
- Pellicia rubescens
- Pellicia santana
- Pellicia simulator
- Pellicia subostrina
- Pellicia subviolaceus
- Pellicia theon
- Pellicia tonga
- Pellicia toza
- Pellicia trax
- Pellicia tyana
- Pellicia vecina
- Pellicia violacea
- Pellicia zamia